# Héctor Scarone
Héctor Pedro Scarone, né le 26 novembre 1898 à Montevideo et mort le 4 avril 1967, est un footballeur international uruguayen. 
Héctor Scarone possède le plus beau palmarès du football uruguayen voire football mondial de la première moitié du XXe siècle avec une vingtaine de titres majeurs dont une Coupe du monde, deux médailles d'or aux JO, quatre Championnats sud-américains  et huit titres de champion d’Uruguay. Il fait partie des vainqueurs de la première Coupe du monde organisée en 1930 par son pays. Avec 31 buts internationaux, il est le meilleur buteur de l'histoire de l'équipe d'Uruguay jusqu'en 2011 et aujourd'hui le quatrième derrière Luis Suárez, Edinson Cavani et Diego Forlán.
Cet attaquant inscrit 301 buts avec le Nacional toutes compétitions confondues, entre 1916 et 1939. Après avoir tout gagné dans son pays, Scarone devient le premier international uruguayen à traverser l’océan Atlantique pour rallier le FC Barcelone.
Une fois la retraite des terrais prises, Hector devient entraîneur et officie au CD Los Millonarios entre 1946 et 1950, ensuite au Real Madrid ainsi qu’au Nacional Montevideo avec lequel il rejoue un match, à l’âge de 55 ans.
En 2002, il est classé au 20e rang du classement du « plus beau palmarès du football international » (et au 1er rang des joueurs d'avant-guerre) établi par le journal L'Équipe.
Ses frères Carlos et Roberto sont aussi footballeurs professionnels.

## Biographie

### Suprématie avec le Nacional et l'Uruguay (jusqu'en 1925)
Scarone commence sa carrière à l'âge de quatorze ans à Montevideo en 3e division, puis rejoint le Nacional, où il fait ses débuts en 1916. 

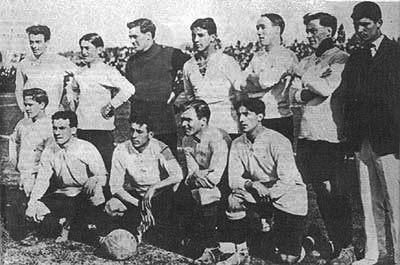
L'Uruguay champion sud-américain 1917 (Scarone 2e accroupi).

Pour sa première saison, le Nacional remporte le titre de champion avec quatorze victoires en seize matchs. L'année suivante il fait ses débuts en équipe nationale, avec laquelle il remporte le Championnat sud-américain, avec son frère Carlos, et est élu meilleur joueur. 
En 1919, toujours avec son frère Carlos, il dispute le Championnat sud-américain, perdu en finale. 
En dix ans, il remporte sept championnats nationaux et connaît une tournée triomphale en Europe en 1925 avec le Nacional, ainsi que quatre des sept premières éditions du Championnat sud-américain (future Copa América).

### 1erstitresmondiaux de l'histoire avec laCéleste(1923-1930)

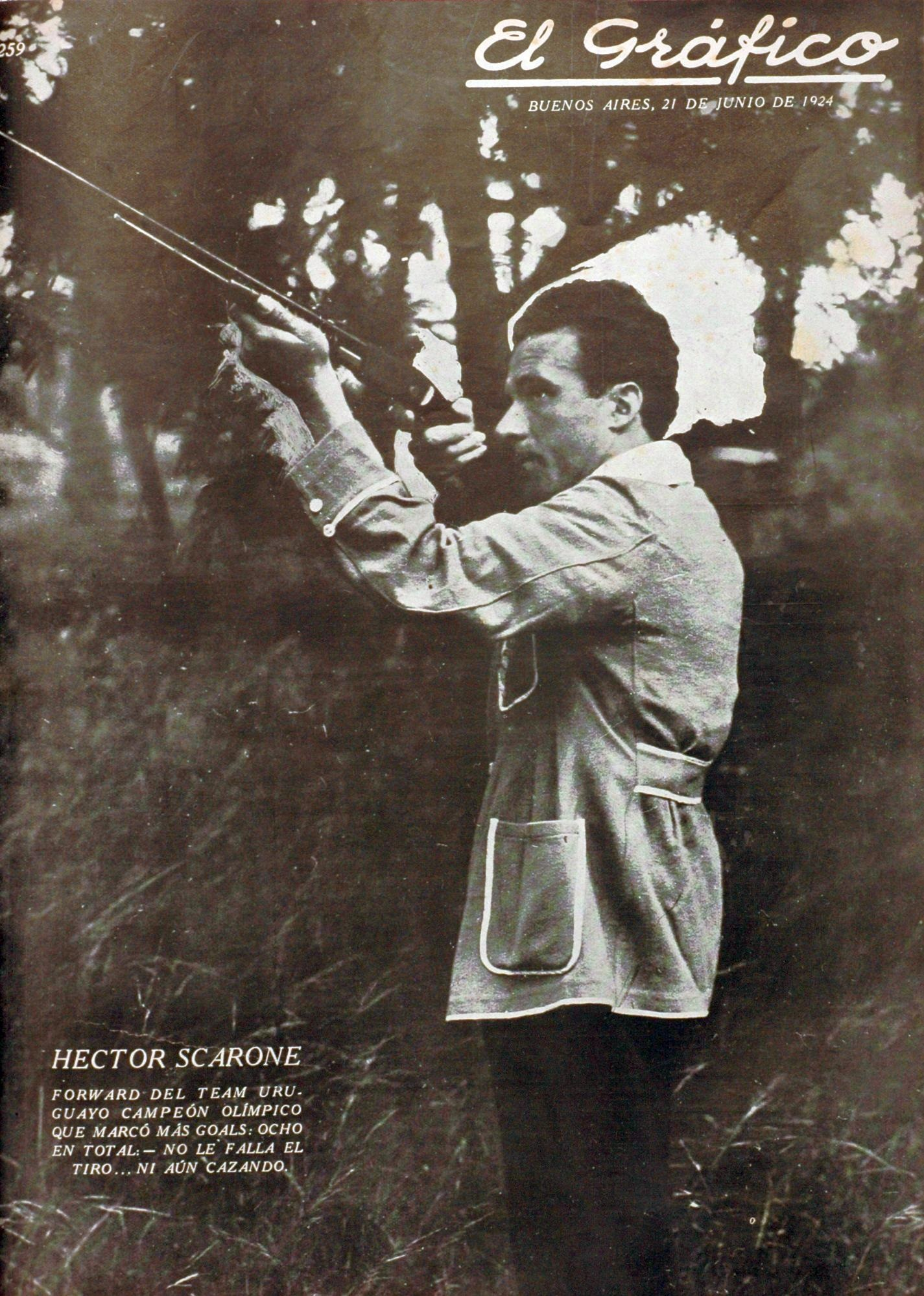
Héctor Scarone en 1924.

En sélection, Scarone remporte le Championnat sud-américain de 1923, qualificatif pour l'épreuve de football aux Jeux olympiques d'été de 1924. Lui et son équipe nationale obtiennent la médaille d'or, du tournoi considéré comme les premiers championnats du monde de football de l'histoire. L'Uruguay conserve ensuite son titre continental la même année.
L'attaquant quitte l'Amérique du Sud pour l'Europe et le FC Barcelone au début de l'année 1926. Il est alors le premier joueur de la Celeste (et le second Uruguayen après Júlio Bavastro au Milan AC en 1910) à traverser l'océan Atlantique pour faire carrière en Europe. Après six mois et une dizaine de matchs, il quitte cependant le club espagnol (qui remporte cette année-là le championnat de Catalogne et la Coupe du Roi) pour cause de professionnalisme débutant, ce qui l'aurait alors définitivement empêché de jouer pour et dans son propre pays. Cette décision lui vaut la reconnaissance des Uruguayens.
De retour au Nacional, il connaît moins de succès avec son club, dominé en championnat par le CA Peñarol.

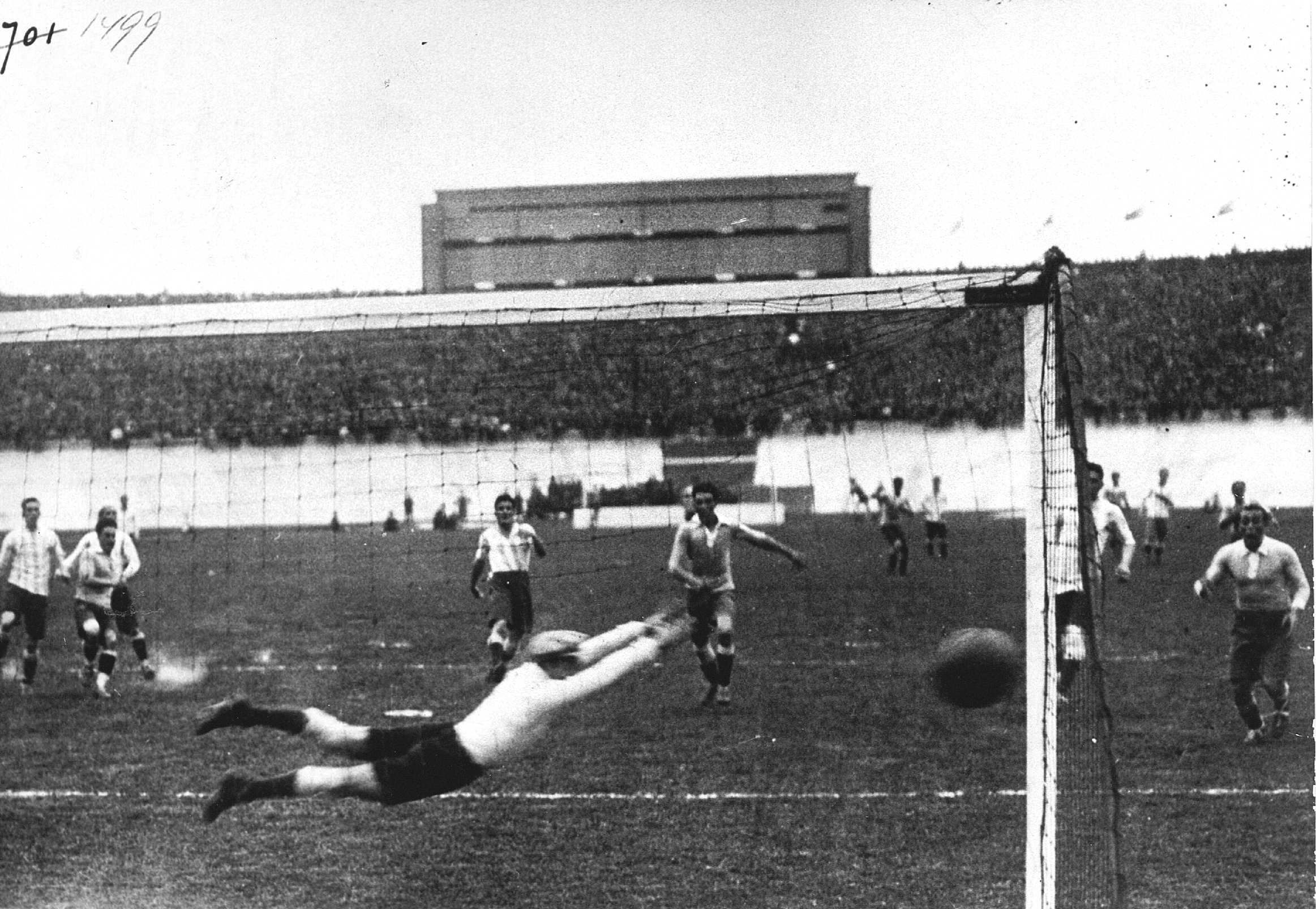
Sacrone inscrit le but victorieux de la des JO 1928.

Mais il mène l'équipe nationale à la consécration avec une nouvelle médaille d'or aux Jeux olympiques d'Amsterdam de 1928,. Buteur en huitième-de-finale contre les Pays-Bas (2-0), puis en demi-finale face à l'Italie (3-2), Héctor Scarone marque le but de la victoire lors de la finale rejouée contre l'Argentine (2-1).

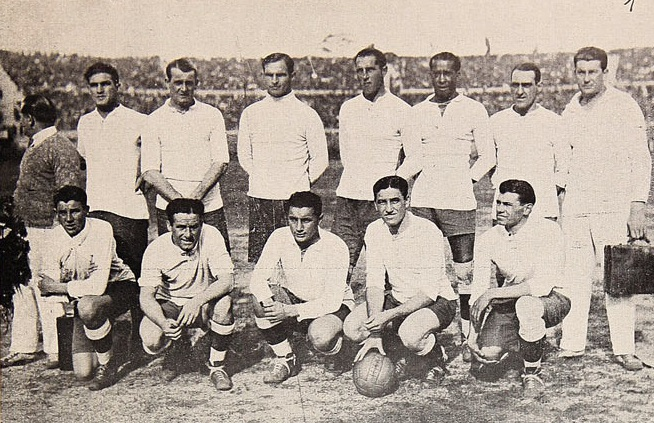
L'Uruguay à la Coupe du monde 1930 (Scarone est le 2e accroupi).

En 1930, il participe à la conquête de la première Coupe du monde de football, organisée dans son pays. Lors du dernier match de la phase de groupe, Héctor Scarone inscrit son 31e but avec l'Uruguay lors de la victoire 4-0 contre la Roumanie, un record. Celui-ci tient pendant 81 ans, battu en 2011 par Diego Forlan,. Durant le tournoi remporté par sa sélection, Scarone dispute trois matchs. Il prend sa retraite internationale à l'issue de la finale. La FIFA le qualifie de « stars du passé » de la sélection uruguayenne.

### Professionnalisme en Europe puis retour au Nacional (1931-1939)

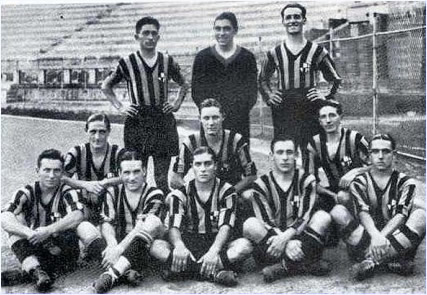
L'Inter en 1931-32 (Scarone est le 2e assis).

Avec l'avènement du professionnalisme en Uruguay, Scarone repart en Europe en 1931, à l'Ambrosiana-Inter, où il reste une saison. Il côtoie notamment Giuseppe Meazza qui dit de lui qu'« Il fut le joueur le plus fantastique que j'aie eu l'occasion de voir »,. Il rejoint alors l'US Palerme, promu en première division, où il évolue deux saisons. En trois saisons sans titre en Italie, il ne marque qu'une vingtaine de buts en championnat.
Scarone fait son retour en Uruguay à près de 36 ans et poursuit sa carrière au Nacional durant encore quatre saisons de façon plus espacée, et n'arrête définitivement sa carrière de joueur qu'à l'orée de la Seconde Guerre mondiale. Il totalise 301 buts avec le Nacional toutes compétitions confondues, entre 1916 et 1939.

### Reconversion comme entraîneur (1946-1955)

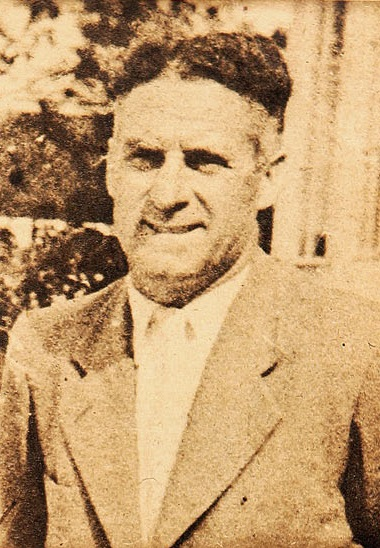
Héctor Scarone en 1942.

Héctor Scarone se reconvertit alors comme entraîneur et débute  chez les Millonarios de Bogota entre 1946 et 1950, où il entraîne notamment Alfredo Di Stéfano.
Il est à la tête du Real Madrid CF en 1950 puis pour la saison 1951-1952.
Il enchaîne au National de Montevideo en 1953-1954 (avec Héctor Romero), avec lequel il rejoue même exceptionnellement une seule fois, à l'âge de 55 ans.
Par ailleurs, El Correo de Montevideo le compte également au nombre de ses journalistes.
Une tribune de l'Estadio Gran Parque Central du Club Nacional de Football porte son nom.

## Style de jeu
Scarone est surnommé el Mago, el Magico, el Héctor, el Gardel del Futbol, voire plus pompeusement el mejor jugador de la historia.

## Statistiques

### En club
Héctor Scarone totalise 301 buts avec le Nacional toutes compétitions confondues, entre 1916 et 1939.
| Équipe       | Pays    | Période   | Matchs | Buts | Ratio |
| ------------ | ------- | --------- | ------ | ---- | ----- |
| Nacional     | Uruguay | 1916-1926 | 115    | 108  | 0,94  |
| FC Barcelone | Espagne | 1926      | 18     | 9    | 0,50  |
| Nacional     | Uruguay | 1927-1931 | 45     | 39   | 0,87  |
| Inter Milan  | Italie  | 1931-1932 | 14     | 7    | 0,50  |
| US Palermo   | Italie  | 1932-1934 | 54     | 13   | 0,24  |
| Nacional     | Uruguay | 1934-1939 | 31     | 16   | 0,52  |
| Uruguay      | Uruguay | 1917-1930 | 52     | 31   | 0,60  |
| Total        | Total   | 1916-1938 | 329    | 223  | 0,68  |

### En sélection nationale
Héctor Scarone inscrit 31 buts pour l'équipe nationale d'Uruguay (0,59 par match), alors un record dépassé seulement en 2011 par Diego Forlán et record de longévité en sélection, dernier match lors de la 1re finale de Coupe du monde[Quoi ?].
De plus, Héctor Scarone joue 18 matchs et marque onze buts lors de matchs non-officiels avec « La Celeste » entre 1918 et 1929, ce qui porte son total global de 42 buts en 70 matchs.
| Saison                | Sélection             | Phases finales                           | Phases finales | Phases finales | Matchs amicaux | Matchs amicaux | Total | Total |
| Saison                | Sélection             | Compétition                              | M              | B              | M              | B              | M     | B     |
| --------------------- | --------------------- | ---------------------------------------- | -------------- | -------------- | -------------- | -------------- | ----- | ----- |
| 1917                  | Uruguay               | Championnat sud-américain 1917           | 3              | 2              | 1              | 0              | 4     | 2     |
| 1918                  | Uruguay               | -                                        | -              | -              | 5              | 1              | 5     | 1     |
| 1919                  | Uruguay               | Championnat sud-américain 1919           | 4              | 1              | 3              | 5              | 7     | 6     |
| 1920                  | Uruguay               | Championnat sud-américain 1920           | -              | -              | 2              | 1              | 2     | 1     |
| 1922                  | Uruguay               | Championnat sud-américain 1922           | -              | -              | 2              | 0              | 2     | 0     |
| 1923                  | Uruguay               | Championnat sud-américain 1923           | 3              | 1              | 2              | 0              | 5     | 1     |
| 1924                  | Uruguay               | JO 1924 + Championnat sud-américain 1924 | 5+2            | 5+0            | 3              | 0              | 10    | 5     |
| 1926                  | Uruguay               | Championnat sud-américain 1926           | 4              | 6              | -              | -              | 4     | 6     |
| 1927                  | Uruguay               | Championnat sud-américain 1927           | 2              | 3              | 2              | 2              | 4     | 5     |
| 1928                  | Uruguay               | JO 1928                                  | 3              | 3              | -              | -              | 3     | 3     |
| 1929                  | Uruguay               | Championnat sud-américain 1929           | 1              | 0              | 1              | 0              | 2     | 0     |
| 1930                  | Uruguay               | Coupe du monde 1930                      | 3              | 1              | 1              | 0              | 4     | 1     |
| Total sur la carrière | Total sur la carrière | Total sur la carrière                    | 30             | 22             | 22             | 9              | 52    | 31    |

## Palmarès
Héctor Scarone possède le plus beau palmarès du football uruguayen voire football mondial, avec une vingtaine de titres majeurs dont une Coupe du monde, deux médailles d'or aux JO, quatre Championnats sud-américains  et huit titres de champion d’Uruguay.

### Sélection nationale
- Champion du monde en 1930 (1 but)
- Deux fois champion olympique, en 1924 (5 buts) et 1928 (3 buts, dont celui de la victoire en finale)
- Quatre fois champion d'Amérique du Sud : en 1917, 1923, 1924 et 1926
  - Vice-champion d'Amérique du Sud en 1919 et 1927 (soit un total de 6 finales)
- Copa Lipton (face à l'Argentine) : 1919, 1922, 1924 et 1927
- Copa Newton (face à l'Argentine) : 1917, 1919, 1920 et 1929

### Clubs
- Huit fois champion d'Uruguay : sept fois en amateur (1916, 1917, 1919, 1920, 1922, 1923 et 1924) et une fois en professionnel (1934)
- Copa Aldao (connue comme la Copa Río de la Plata, ou Championnat Rioplatense du Dr. Ricardo C. Aldao, disputée face au champion d'Argentine) en 1916, 1919 et 1920
- Copa de Honor Cousenier en 1917
- Coupe d'Espagne en 1926

Autres titres uruguayens mineurs : la Coupe Albion, la Coupe du Dr Brum, la Coupe Delbene, la Coupe Larre Borges, la Coupe Serrato, les Nocturnes de Rioplatense, et la Coupe Lord Wellindon.

### Distinctions individuelles et records
Scarone a longtemps figuré parmi les seuls joueurs ayant à la fois remporté une Coupe du monde et étant détenteurs du record de buts avec leur équipe nationale tels que Pelé (77 buts), David Villa (51 buts), Bobby Charlton (49 buts), Gerd Müller (68 buts) et Thierry Henry (51 buts).
- Meilleur buteur de la Copa América 1927 (3 buts ; avec quatre autres joueurs) (2e en 1926) ; il cumule 13 buts dans cette épreuve[23]
- Meilleur buteur d'un championnat d'Uruguay en 1931
- 3e buteur cumulé en championnats d'Uruguay, avec 163 réalisations (le 1er jusqu'en 1938)
- Ancien meilleur buteur (avant d'être devancé par Diego Forlán le 11 octobre 2011) de l'équipe d'Uruguay (31 buts)
- 369 matchs et 301 buts avec le Nacional toutes compétitions confondues, entre 1916 et 1939 (soit 22 ans d'amplitude de carrière, un record pour un joueur du club)[24]
- Membre de la tournée européenne du Nacional en 1925 (153 jours, à travers 9 États)
- Membre de la tournée nord et centre américaine du Nacional en 1927